# SERPINE2
SERPINE2‏ (Serpin family E member 2) هوَ بروتين يُشَفر بواسطة جين SERPINE2 في الإنسان.